# Dehault
Dehault és un municipi francès situat al departament del Sarthe i a la regió de País del Loira. L'any 2007 tenia 271 habitants.

## Demografia

### Població
El 2007 la població de fet de Dehault era de 271 persones. Hi havia 108 famílies de les quals 24 eren unipersonals (16 homes vivint sols i 8 dones vivint soles), 36 parelles sense fills i 48 parelles amb fills.
La població ha evolucionat segons el següent gràfic:
Habitants censats

### Habitatges
El 2007 hi havia 133 habitatges, 106 eren l'habitatge principal de la família, 21 eren segones residències i 6 estaven desocupats. 128 eren cases i 5 eren apartaments. Dels 106 habitatges principals, 83 estaven ocupats pels seus propietaris, 21 estaven llogats i ocupats pels llogaters i 2 estaven cedits a títol gratuït; 1 tenia una cambra, 9 en tenien dues, 16 en tenien tres, 26 en tenien quatre i 54 en tenien cinc o més. 68 habitatges disposaven pel capbaix d'una plaça de pàrquing. A 41 habitatges hi havia un automòbil i a 60 n'hi havia dos o més.

### Piràmide de població
La piràmide de població per edats i sexe el 2009 era:
| Homes | Edats   | Dones |
| ----- | ------- | ----- |
| 0     | 95 o +  | 0     |
| 0     | 90 a 94 | 0     |
| 0     | 85 a 89 | 4     |
| 0     | 80 a 84 | 0     |
| 8     | 75 a 79 | 4     |
| 0     | 70 a 74 | 4     |
| 0     | 65 a 69 | 4     |
| 0     | 60 a 64 | 4     |
| 12    | 55 a 59 | 8     |
| 4     | 50 a 54 | 4     |
| 4     | 45 a 49 | 0     |
| 4     | 40 a 44 | 8     |
| 12    | 35 a 39 | 4     |
| 16    | 30 a 34 | 8     |
| 12    | 25 a 29 | 20    |
| 4     | 20 a 24 | 4     |
| 12    | 15 a 19 | 4     |
| 4     | 10 a 14 | 4     |
| 8     | 5 a 9   | 4     |
| 12    | 0 a 4   | 8     |

## Economia
El 2007 la població en edat de treballar era de 177 persones, 144 eren actives i 33 eren inactives. De les 144 persones actives 133 estaven ocupades (66 homes i 67 dones) i 11 estaven aturades (6 homes i 5 dones). De les 33 persones inactives 12 estaven jubilades, 8 estaven estudiant i 13 estaven classificades com a «altres inactius».

### Ingressos
El 2009 a Dehault hi havia 103 unitats fiscals que integraven 267 persones, la mediana anual d'ingressos fiscals per persona era de 16.650 €.

### Activitats econòmiques
Dels 4 establiments que hi havia el 2007, 1 era d'una empresa de fabricació d'altres productes industrials, 1 d'una empresa de construcció, 1 d'una empresa de serveis i 1 d'una empresa classificada com a «altres activitats de serveis».
Dels 2 establiments de servei als particulars que hi havia el 2009, 1 era un taller de reparació d'automòbils i de material agrícola i 1 electricista.
L'any 2000 a Dehault hi havia 17 explotacions agrícoles que ocupaven un total de 1.056 hectàrees.

## Poblacions més properes
El següent diagrama mostra les poblacions més properes.